# Vasiľov
Vasiľov je obec na Slovensku v okrese Námestovo.

## Historie
První známá písemná zmínka o obci pochází z roku 1554. V obci je moderní římskokatolický kostel svatého Jana a Pavla z 20. století.

## Geografie
Obec se nachází v nadmořské výšce 650 metrů a rozkládá se na ploše 9,14 km². K 31. prosinci roku 2017 žilo v obci 828 obyvatel.